# RCL1
RCL1 (англ. RNA terminal phosphate cyclase like 1) – білок, який кодується однойменним геном, розташованим у людей на короткому плечі 9-ї хромосоми. Довжина поліпептидного ланцюга білка становить 373 амінокислот, а молекулярна маса — 40 843.
| 10         |  | 20         |  | 30         |  | 40         |  | 50         |
| ---------- |  | ---------- |  | ---------- |  | ---------- |  | ---------- |
| MATQAHSLSY |  | AGCNFLRQRL |  | VLSTLSGRPV |  | KIRKIRARDD |  | NPGLRDFEAS |
| FIRLLDKITN |  | GSRIEINQTG |  | TTLYYQPGLL |  | YGGSVEHDCS |  | VLRGIGYYLE |
| SLLCLAPFMK |  | HPLKIVLRGV |  | TNDQVDPSVD |  | VLKATALPLL |  | KQFGIDGESF |
| ELKIVRRGMP |  | PGGGGEVVFS |  | CPVRKVLKPI |  | QLTDPGKIKR |  | IRGMAYSVRV |
| SPQMANRIVD |  | SARSILNKFI |  | PDIYIYTDHM |  | KGVNSGKSPG |  | FGLSLVAETT |
| SGTFLSAELA |  | SNPQGQGAAV |  | LPEDLGRNCA |  | RLLLEEIYRG |  | GCVDSTNQSL |
| ALLLMTLGQQ |  | DVSKVLLGPL |  | SPYTIEFLRH |  | LKSFFQIMFK |  | IETKPCGEEL |
| KGGDKVLMTC |  | VGIGFSNLSK |  | TLK        |  |            |  |            |

A: Аланін

C: Цистеїн

D: Аспарагінова кислота

E: Глутамінова кислота

F: Фенілаланін

G: Гліцин

H: Гістидин

I: Ізолейцин

K: Лізин

L: Лейцин

M: Метіонін

N: Аспарагін

P: Пролін

Q: Глутамін

R: Аргінін

S: Серин

T: Треонін

V: Валін

Задіяний у таких біологічних процесах, як біогенез рибосом, альтернативний сплайсинг. 
Локалізований у ядрі.